# Petaurista
Petaurista is een geslacht van zoogdieren uit de familie van de eekhoorns (Sciuridae). De wetenschappelijke naam van het geslacht werd in 1795 gepubliceerd door Johann Heinrich Friedrich Link.

## Soorten
Er worden 18 soorten in dit geslacht geplaatst:
- Petaurista albiventer (J. E. Gray, 1834)
- Petaurista alborufus (Milne-Edwards, 1870)
- Petaurista caniceps (J. E. Gray, 1842)
- Petaurista elegans (Müller, 1840) – Grote vliegende eekhoorn
- Petaurista grandis (Swinhoe, 1863)
- Petaurista hainanus G. M. Allen, 1925
- Petaurista lena O. Thomas, 1907
- Petaurista leucogenys (Temminck, 1827) – Witkelige vliegende eekhoorn
- Petaurista magnificus (Hodgson, 1836)
- Petaurista marica (O. Thomas, 1912)
- Petaurista mechukaensis Choudhury, 2009
- Petaurista nobilis (Gray, 1842)
- Petaurista petaurista (Pallas, 1766) – Tagoean
- Petaurista philippensis (Elliot, 1839)
- Petaurista siangensis Choudhury, 2013
- Petaurista sybilla O. Thomas & Wroughton, 1916
- Petaurista xanthotis (Milne-Edwards, 1872)
- Petaurista yunanensis (J. Anderson, 1875)